# Kenny Hotz

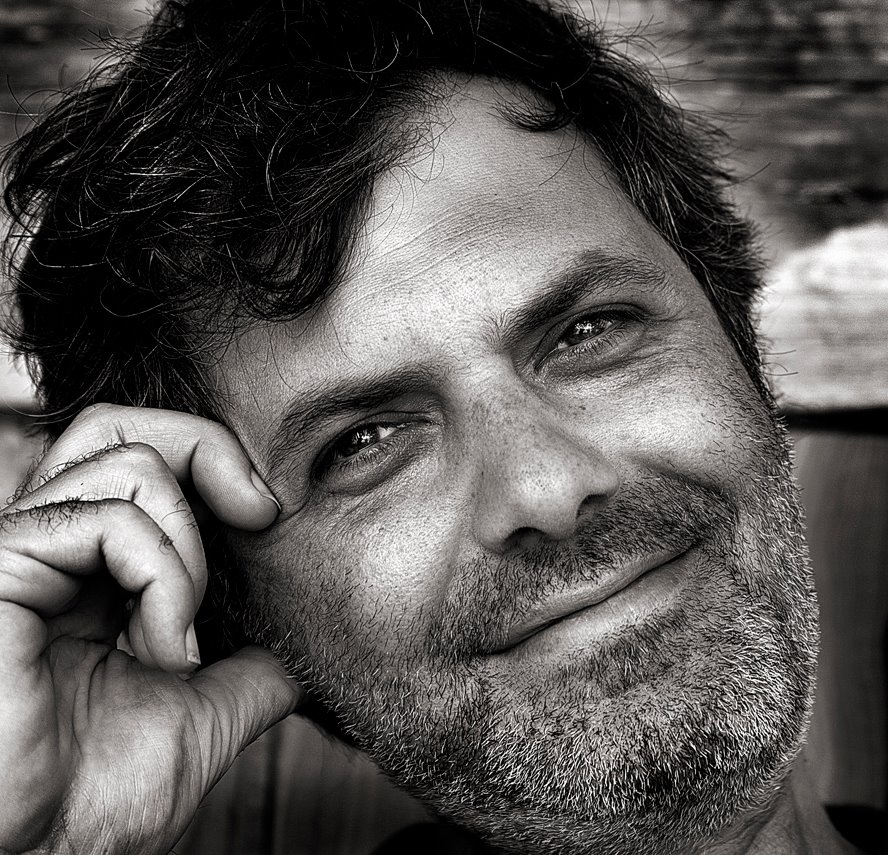
Kenny Hotz

Kenneth Joel „Kenny“ Hotz (* 3. Mai 1967 in Toronto) ist ein kanadischer Drehbuchautor, Entertainer und Filmemacher. Er war, zusammen mit Spencer Rice, einer der beiden Protagonisten der Reality-Comedy-Serie Kenny vs. Spenny (2002–2010).

## Biografie

### Jugend und frühes Erwachsenenalter
Mit sieben Jahren wurde Kenny Hotz in den Ferien zu einem Film Camp geschickt, wo er seinen ersten Film drehte. 1989 begann er, Dokumentarfilme zu drehen. Zu dieser Zeit hatte er auch die Idee eine Fernsehsendung zu entwickeln, in dem er und ein Freund in einer Reihe von Wettstreiten gegeneinander antreten würden, um sich miteinander zu messen. Dieses Konzept wurde später zu der Serie Kenny vs. Spenny weiterentwickelt.
Nach seinem Abschluss an der Ryerson University im Jahr 1991 wurde er Filmregisseur und Fotograf und bereiste die Welt.
Im selben Jahr reiste Hotz in den Irak, um (als einziger kanadischer Künstler) über den Golfkrieg zu berichten. Seit 1986 arbeitet Kenny Hotz außerdem als Fotograf. Für seine Werke fotografierte er unter anderem das KZ Auschwitz, Dachau, den „Needle Park“ in Zürich (ein Treffpunkt von Drogendealern und Abhängigen) und die Feier zur Jahrtausendwende am New Yorker Times Square.

### Karriere
Nach seiner Rückkehr nach Kanada arbeitete Kenny Hotz zusammen mit Spencer Rice an It Don’t Cost Nothin’ to Say Good Morning, einem Kurzfilm über Leben und Tod des kleinwüchsigen Obdachlosen „Shorty Gordy“ in Toronto. 1997 arbeitete er als Drehbuchautor für die Zeichentrickserie Teenage Mutant Ninja Turtles. Im gleichen Jahr drehten er und sein Freund Spencer Rice den Film Pitch, in dem sie ihre (erfolglosen) Versuche, ein von ihnen geschriebenes Drehbuch zu verkaufen, dokumentierten. Hotz zog nach Los Angeles, um Fernsehsendungen zu entwickeln. Schlussendlich begann Kenny Hotz mit der Ausarbeitung seiner früheren Idee zu Kenny vs. Spenny.
Die Show Kenny vs. Spenny wurde 2004 für einen Gemini Award nominiert. Insgesamt produzierte Hotz 87 Folgen auf 6 Staffeln für den kanadischen Fernsehsender Showcase.
Im Jahr 2002 drehte Kenny Hotz die Dokumentation The Papal Chase, in der er versucht, Papst Johannes Paul II. beim Weltjugendtag in Toronto zu treffen. In dem Film haben mehrere Mitglieder der Rolling Stones einen Cameo-Auftritt. Der Film wurde 2004 beim Whistler Film Festival mit dem Borsos Award ausgezeichnet und gewann 2005 beim Canadian Filmmakers Festival den Publikumspreis in der Kategorie „Bester kanadischer Spielfilm“. Außerdem wurde The Papal Chase beim Brooklyn International Film Festival mit einem Publikumspreis als bester Dokumentarfilm ausgezeichnet.

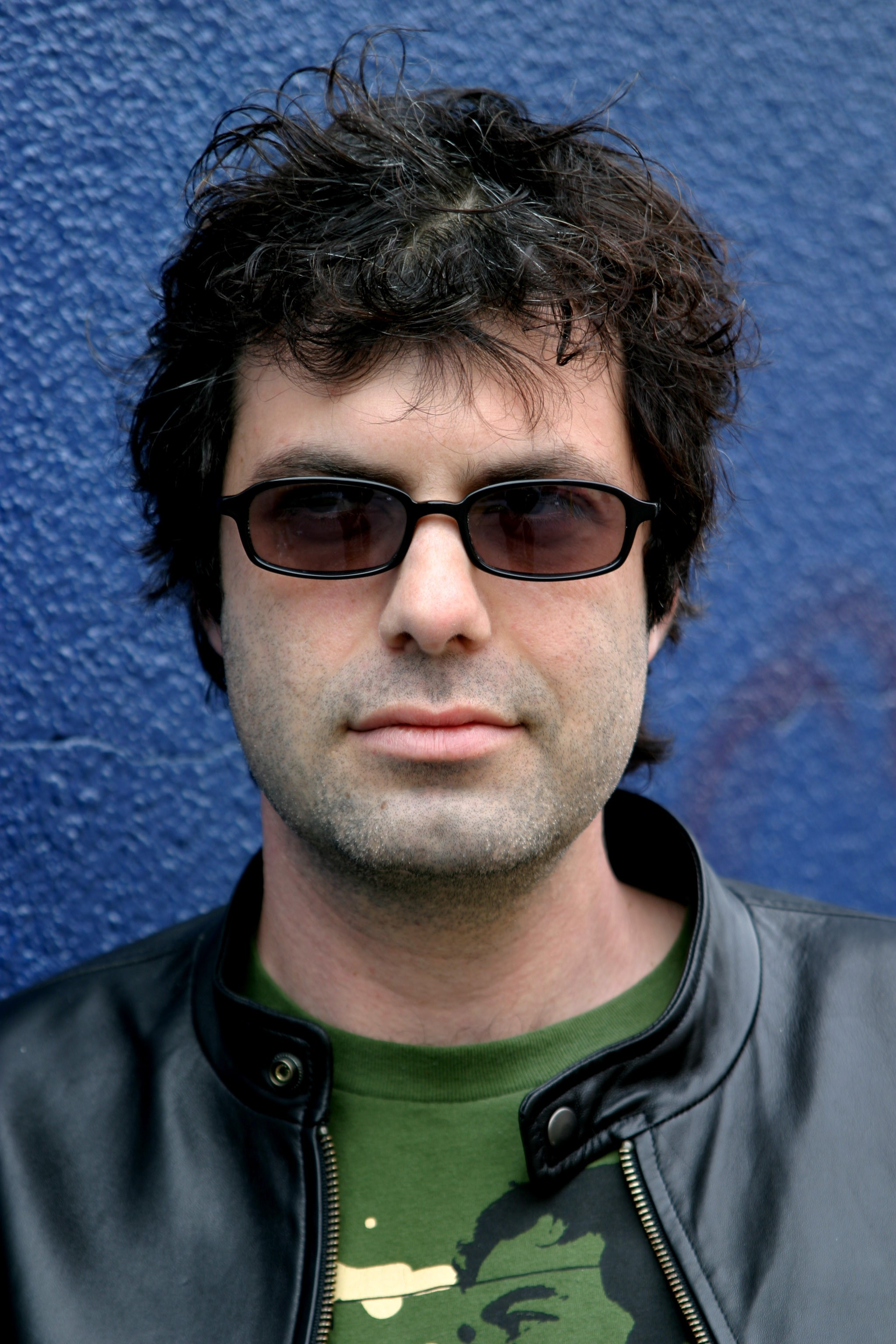
Kenny Hotz, 2006

Hotz entwickelte das Konzept zu dem 3D-Computerspiel „Versusville“ für die Comedy-Serie Kenny vs. Spenny, was ihm eine Nominierung für den Canadian New Media Award einbrachte.
Seit 2005 arbeitet Hotz als Berater bei der Animationsserie South Park, für die er auch die Folgen „Der Treibhauseffekt“, „Das Weissagungsgerät“ und „Ei-fersucht“ schrieb.
Im Jahr 2008 drehte Hotz in Zusammenarbeit mit Films Transit International seinen dritten Spielfilm. Außerdem entwickelte er eine Comedy-Serie namens „Testees“, die von zwei jungen Männern handelt, die ihr Geld als Versuchskaninchen eines Forschungsunternehmens verdienen und versuchen, mit den Nebenwirkungen zurechtzukommen.
Hotz’ besonderes Markenzeichen in den Wettkämpfen von Kenny vs. Spenny ist die grundsätzliche Bereitschaft, durch unerlaubte Tricks, Lügen, Schummeln und sonstige Betrügereien den Wettkampf für sich zu entscheiden und Spenny als Konsequenz zu demütigen. So gibt er z. B. in der Folge „Wer zuerst aufhört zu singen verliert“ vor, beim Chor seiner Synagoge mitzusingen, während er in Wahrheit seine Stimme ausruht. Weiterhin wird in mehreren Folgen – ebenso wie in letzterem Beispiel – darauf Bezug genommen, dass Hotz jüdisch ist.
Im August 2008 war er in eine Auseinandersetzung mit der kanadischen Menschenrechtskommission verwickelt, weil er für den Wettkampf „Wer kann die meisten Leute verärgern“ ein Flugzeug mietete, das ein Banner mit der Aufschrift „Jesus Sucks“ (auf Deutsch in etwa: Jesus ist Scheiße oder Jesus ist ätzend) über Toronto flog.
Ende 2010 erschien eine Weihnachtsspezialfolge von Kenny vs. Spenny, welche zugleich die letzte Folge der Serie war. Anschließend arbeitete Hotz an seinem neuen Format Kenny Hotz’s Triumph of the Will, das am 22. Juli 2011 auf dem kanadischen Sender Action erstmals ausgestrahlt wurde.

## Filmografie

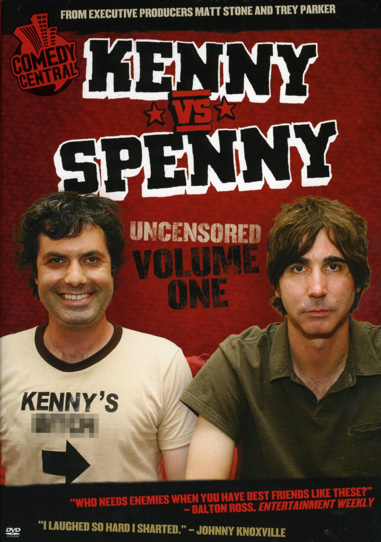
DVD-Cover der ersten Staffel von Kenny vs. Spenny

- 1994: It Don’t Cost Nothin’ to Say Good Morning
- 1997: Pitch
- 2001–2010: Kenny vs. Spenny
- 2004: The Papal Chase
- 2004–2006: South Park
- 2008: Testees
- 2008: Zack and Miri Make a Porno
- 2011: Kenny Hotz’s Triumph of the Will